# Фауста
Вижте пояснителната страница за други личности с името Фауста.
Фауста Флавия Максима е римска императрица (289 – 326).

## Биография
Тя е дъщеря на римския император Максимиан и Евтропия.
За да затвърди съюза помежду им за контрол над тетрархията, Максимиан я омъжва за Константин I през 307, сгодени от 293. Фауста взима участие в свалянето на своя баща. През 310 Максимиан умира като резултат от заговор за убийството на Константин. Той решава да включи дъщеря си Фауста в заговора, но тя разкрива намеренията му на съпруга си и убийството е провалено. Максимиан умира, извършвайки самоубийство или бивайки убит през юли същата година.
Императрица Фауста се радва на висока почит при Константин и доказателство за неговата благосклонност е това, че през 323 тя е провъзгласена за Августа, като преди това тя има титлата Nobilissima Femina. Въпреки това, три години по-късно, Фауста е убита от Константин. Макар че истинските причини са неизвестни, Константин я умъртвява след екзекуцията на Крисп, най-големия му син от предишния му брак с Минервина, през 326. Според античните извори тя обвинила Крисп, че я е изнасилил, и е екзекутирана, след като се разбира, че обвинението е фалшиво. Съвременните анализатори имат склонността да пренебрегват твърдението за изнасилване и да търсят друго обяснение за случилото се. Често се спори, че Фауста е искала да се отърве от Крисп, който е бил опасен съперник за синовете и в надпреварата за наследството на Константин. Императорът заповядва damnatio memoriae на своята съпруга. Забележителното е, че щом синовете и се добират до властта, те не отменят тази заповед.

## Деца
Нейните синове стават римски императори:
- Константин II, управлява от 337 до 340
- Констанций II, управлява от 337 до 361
- Констанс, управлява от 337 до 350

Тя има и три дъщери:
- Константина, омъжва се за братовчедите си – първо за Ханибалиан, а след това за Констанций Гал
- Елена, омъжва се за император Юлиан

- Фауста; Несъмнено генеалогичното твърдение, че нейната дъщеря Фауста става майка на император Валентиниан I, е безпочвено – Валентиниан I и децата от втория брак на Константин са родени приблизително по едно и също време, т.е. те са от едно и също поколение.